# Mlice-Kostery
Mlice-Kostery is een plaats in het Poolse district  Płocki, woiwodschap Mazovië. De plaats maakt deel uit van de gemeente Drobin en telt 80 inwoners.